# Addiction module
Addiction modules (engl. „Suchtmodule“) sind Toxin-Antitoxin-Systeme auf zellulärer Ebene, die den Verlust von extrachromosomaler DNA (v. a. von Plasmiden) verhindern sollen. Sie bestehen meist zwei Genen, die für mindestens zwei Komponenten codieren: ein stabiles, tödliches Toxin und ein instabiles Antitoxin (Gegengift). Der Begriff „Addiction“/„Sucht“ wird verwendet, weil das Überleben der Zelle von der De-novo-Synthese des Antitoxins abhängt.

## Wirkprinzip am Beispiel proteinischer addiction modules
Proteinische addiction modules verwenden Proteine als Toxine und Antitoxine. Die bekannten proteinischen Suchtmodule weisen alle ähnliche gemeinsame Eigenschaften auf, darunter die Platzierung des Antitoxin-Gens relativ zum Toxin-Gen, der Methode der Toxin-Neutralisation durch das Antitoxin und der Autoregulation durch das Antitoxin oder den Toxin:Antitoxin-Komplex.

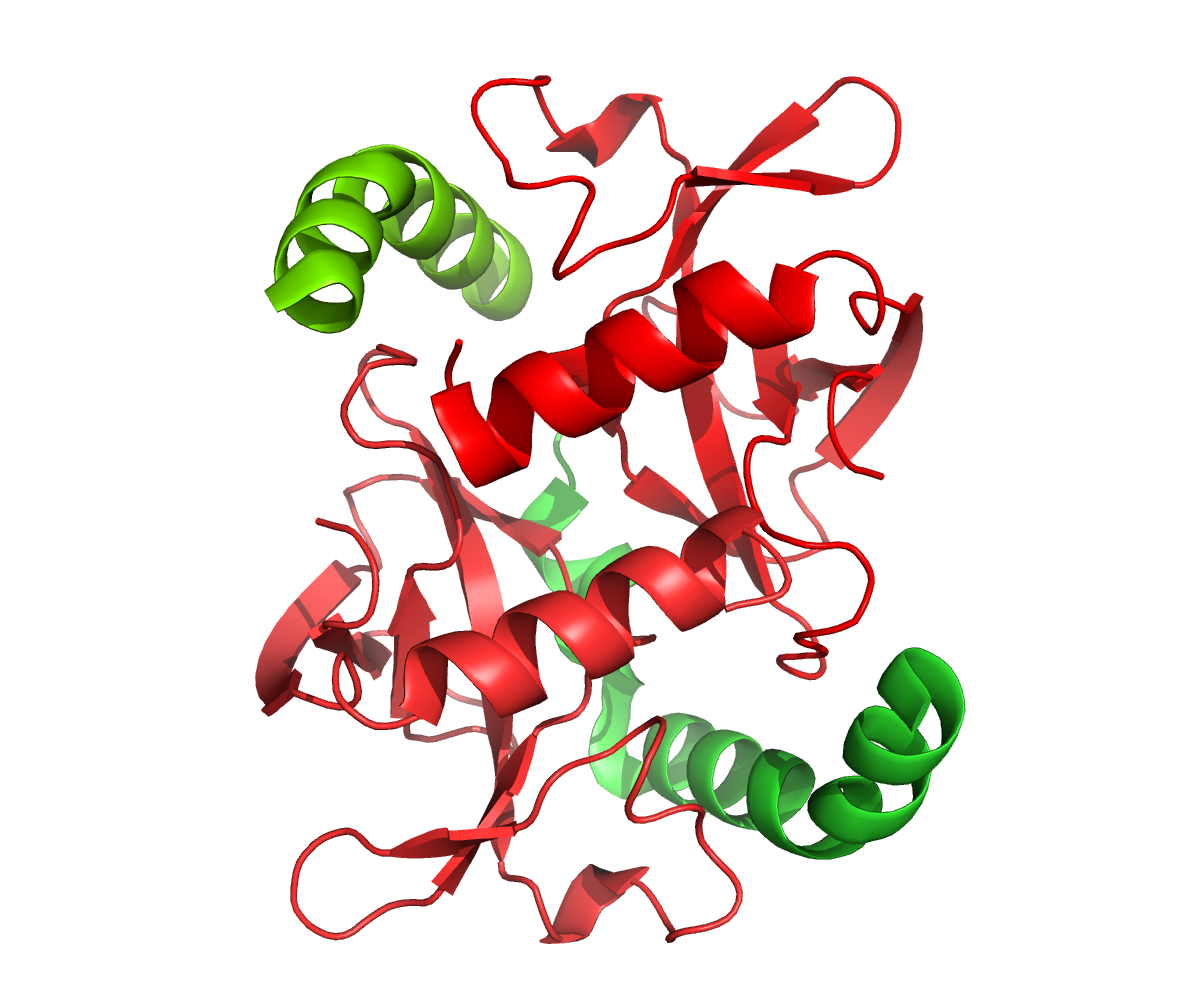
Ein Beispiel für ein proteinisches addiction module: CcdB-Toxinmoleküle (in Rot) binden an CcdA-Antitoxinmoleküle (carboxyterminale Regionen in Grün) und bilden einen unschädlichen CcdAB-Komplex.

### Transkriptionelle Kontrolle des Toxin/Antitoxin-Verhältnisses
In proteinbasierten addiction modules liegen die Gene, die für das Toxin und Antitoxin codieren, nebeneinander und werden so kontinuierlich in einem Operon exprimiert. Um das Überleben des Wirts bei Vorhandensein eines solchen Systems sicherzustellen, muss mehr Antitoxin als Toxin produziert werden (um die kürzere Lebensdauer der Antitoxinmoleküle auszugleichen). Ungefährliche Verhältnisse von Toxin zu Antitoxin werden zumindest teilweise sowohl durch diese Überexpression als auch dadurch aufrechterhalten, dass das Antitoxin-codierende Gen stromaufwärts vom Toxin-Gen codiert ist, sodass dieses vor dem Toxin translatiert wird, um jenes sofort nach dessen Translation zu neutralisieren. Diese vorgeschaltete Platzierung des Antitoxin-Gens findet sich in allen Protein-addiction-modules. Zusätzlich wird die Transkription des gesamten Suchtmoduls häufig durch die Bildung von Toxin/Antitoxin-Komplexen negativ autoreguliert (d. h. das Vorhandensein der Produkte verringert die Transkriptionsrate).

### Eigenschaften des Antitoxins
Das Antitoxin ist aufgrund seines Abbaus durch bereits in der Zelle vorhandene Proteasen im Allgemeinen weniger stabil als das Toxin. Beispielsweise baut die Lon-Protease des CcdAB-Moduls das Antitoxin ab, erfüllt aber auch viele nicht verwandte proteolytische Funktionen, wie etwa den Abbau oxidierter mitochondrialer Produkte. Dies weist darauf hin, dass die Entwicklung dieser Module bestehende Zellfunktionen zweckentfremdet hat. Das Antitoxin proteinischer addiction modules bindet direkt an das Toxin und macht es unschädlich. Sobald das Antitoxin an das Toxin gebunden hat, verhindert das Toxin andersherum, dass das Antitoxin durch Proteasen abgebaut wird, wodurch dieses einzelne Toxinmolekül weiterhin unwirksam bleibt.

### Situation nach einer Zellteilung
Wenn eine Zelle, die Plasmide (oder andere extrachromosomale DNA) besitzt, eine Zellteilung durchläuft, kann es passieren, dass eine der Tochterzellen kein Plasmid erhält. Falls dieses Plasmid ein addiction module enthalten hat, liegt das Toxin im Cytoplasma direkt nach der Teilung noch ungefährlich in Toxin/Antitoxin-Komplexen vor. Weil kein neues Antitoxin nachsynthetisiert werden kann, nimmt die Konzentration der instabilen Antitoxinmoleküle jedoch nach und nach ab, während die Toxin-Konzentration aufgrund höherer Stabilität kaum abnimmt. Mit der Zeit reicht die Antitoxinmenge also nicht mehr aus, um das Toxin in entsprechenden, ungiftigen Komplexen zu binden, mit der Folge, dass das Toxin seine Wirkung entfaltet und die plasmidfreie Tochterzelle abstirbt.

## Antisense RNA als addiction modules
Addiction modules vom Antisense-RNA-Typ verwenden einen regulatorischen RNA-Strang, der zumindest teilweise komplementär zur Toxin-mRNA ist, um diese zu binden und somit die Toxin-Translation zu verhindern. Die Antisense-RNA agiert demnach als Antitoxin und wird schneller abgebaut als die Toxin-mRNA, die sie hemmt. Darüber hinaus wird die Transkription der Antitoxin-RNA durch einen starken Promotor hochreguliert, um einen Überschuss an Antitoxin in Zellen mit einem funktionierenden addiction module sicherzustellen.

### Beispiele
- Hok/sok system: sok-RNA (suppression of killing) bindet an eine Region, die mit dem open reading frame der hok-Toxin-RNA (host killing) überlappt, und verhindert so dessen Transkription.
- Par stability determinant: Zwei kleine RNAs werden gleichzeitig von entgegengesetzten Enden eines Gens in Richtung eines bidirektionalen Terminators transkribiert. Die beiden Produkte RNA I (Toxin) und RNA II (Antitoxin) bilden sofort einen stabilen Komplex, in dem RNA II die Ribosomenbindungsstelle von RNA I blockiert, wodurch die Translation von RNA I und damit die Produktion des Toxins verhindert wird.

## Industrielle Anwendungen
Biotechnologische Produktionsprozesse, z. B. die Produktion von Arzneistoffen mithilfe von gentechnisch veränderten Organismen, werden durch das Auftreten plasmidfreier und damit zur Synthese des gewünschten Produkts unfähiger Produktionsorganismen (v. a. E. coli und S. cerevisiae) in ihrer Effizienz beeinträchtigt. Obwohl der Einsatz von Antibiotika mit entsprechenden Resistenzgenen auf den Plasmiden als Lösung grundsätzlich in Betracht kommt, wäre dieses Vorgehen wegen der notwendigen Inaktivierung und Entsorgung unwirtschaftlich, sodass addiction modules als effizienzsteigernde Mechanismen in Zukunft wirtschaftliche Bedeutung erlangen könnten.